# Tazing Dong
Tazing Dong (Tajindong), także Bijay (Parbat) (beng. তাজিংডং) – góra w paśmie Seichal Range o kwestionowanej wysokości 1280 m n.p.m. leżąca w Bangladeszu w prowincji Ćottogram, dystrykcie Bandarban, poddystrykcie Ruma Upazila, w pobliżu osady New Simplampi Para. Nazwa Tazing Dong znaczy w miejscowym języku dosłownie „duża góra”. Kwestia tego, który ze szczytów jest najwyższym w Bangladeszu pozostaje niejasna, wszystkie sugerowane wzniesienia znajdują się na południowym wschodzie kraju, w pobliżu granicy z Mjanmą. Oficjalna wysokość Tazing Dong (1280 m n.p.m.) bywa kwestionowana i korygowana na ok. 690 lub 829 m n.p.m. Inne wskazywane najwyższe góry to Keokradong (o wysokości 986 lub 1230 m n.p.m.) albo Mowdok (Saka Haphong) o wysokości od 1052 do 1064 m n.p.m. (jego położenie w granicach Bangladeszu jest jednak kwestionowane).